# Округ Арчер (Тексас)
Округ Арчер (енгл. Archer County) је округ у америчкој савезној држави Тексас. По попису из 2010. године број становника је 9.054.

## Демографија
Према попису становништва из 2010. у округу је живело 9.054 становника, што је 200 (2,3%) становника више него 2000. године.
| Група             | 2000.         | 2010.         |
| Белци             | 8.263 (93,3%) | 8.182 (90,4%) |
| Афроамериканци    | 7 (0,1%)      | 40 (0,4%)     |
| Азијати           | 11 (0,1%)     | 18 (0,2%)     |
| Хиспаноамериканци | 431 (4,9%)    | 675 (7,5%)    |
| Укупно            | 8.854         | 9.054         |